# Андреас Альм
Андреас Альм (швед. Andreas Alm, нар. 19 червня 1973, Єлліваре) — шведський футболіст, що грав на позиції нападника. По завершенні ігрової кар'єри — тренер. З 2021 року очолює тренерський штаб данського «Оденсе».

## Ігрова кар'єра
Народився 19 червня 1973 року в місті Єлліваре. Вихованець футбольної школи клубу «Ескільстуна Сіті». Дорослу футбольну кар'єру розпочав 1989 року в основній команді того ж клубу, в якій провів шість сезонів.
1995 року перейшов до лав «Гаммарбю», у складі якого дебютував в іграх елітного шведського дивізіону. Проте закріпитися в основному складі нового клубу не зумів і 1998 року перебрався до «Конгсвінгера», у складі якого протягом наступних двох років мав регулярну ігрову практику у першості Норвегії.
2000 року повернувся на батьківщину, ставши гравцем клубу АІК. Відіграв за цю столичну команду наступні чотири сезони своєї ігрової кар'єри. Мав середню результативність на рівні 0,45 гола за гру першості, проте стабільним гравцем основного складу не був.
Протягом 2004—2005 років захищав кольори друголігового «Норрчепінга», після чого повернувся до рідного «Ескільстуна Сіті», виступами за який і завершив виступи на професійному рівні у 2007 році.

## Кар'єра тренера
Розпочав тренерську кар'єру відразу ж по завершенні кар'єри гравця, 2007 року, очоливши тренерський штаб «Ескільстуна Сіті», де пропрацював два сезони.
2009 року був запрошений до іншого колишнього клубу, АІКа, де обійняв посаду помічника головного тренера. За два роки очолив тренерський штаб команди, з якою працював протягом 5 з половиною років, протягом яких найвищим її досягненням було «срібло» національної першості у 2011 і 2013 роках.
Залишивши АІК у травні 2016 року, за два місяці був представлений як новий головний тренер данського «Вайле». У цій команді провів один рік, не зумівши покращити її результати.
Повернувшись на батьківщину, перед початком сезону 2018 року очолив команду «Геккен». Із ціює командою здобув свій перший тренерський трофей — Кубок Швеції 2018/19.
Влітку 2021 року повернувся до Данії, де очолив тренерський штаб «Оденсе».

## Титули і досягнення

### Як тренера
- Володар Кубка Швеції (1):

«Геккен»: 2018-2019